# ۲۴۱ (میلادی)
۲۴۱ (میلادی) دویست و چهل و یکمین سال تقویم میلادی است.

## درگذشتگان
- درگذشت اردشیر بابکان مؤسس سلسله ساسانی .

‎